# تعقیب آتشین (فیلم ۱۹۸۷)
تعقیب آتشین (به انگلیسی: Hot Pursuit) فیلمی محصول سال ۱۹۸۷ و به کارگردانی استیون لیزبرگر است. در این فیلم بازیگرانی همچون جان کیوسک، رابرت لوجا، وندی گازله، جری استیلر، مونتی مارکام، شلی فابارس، بن استیلر، کیث دیوید، ترنس کوپر و مارتین لاسال ایفای نقش کرده‌اند.